# Barents-tenger
A Barents-tenger a Jeges-tenger selftengere Norvégia és Oroszország határától északra, az Északi-fok, a Medve-sziget, a Spitzbergák (Svalbard), a Ferenc József-föld, Novaja Zemlja, a Vajgacs-sziget és a szárazföld között.
Nevét Willem Barents holland tengerészről kapta.

## Földrajz
Területe mintegy 1 424 000 km². Közepes mélysége 222 m, legmélyebb pontja mintegy 600 m. Vizének sótartalma 34‰.

## Éghajlata
A Barents-tenger a Jeges-tenger legenyhébb éghajlatú része. Délnyugati része az Észak-atlanti-áramlat fűtő hatása miatt egyáltalán nem fagy be, Novaja Zemlja partvidékét azonban az év háromnegyedében jégpáncél borítja.

## Természetföldrajzi viszonyai
Tőle nyugatra a Norvég-tenger, keletre a Kara-tenger, északra a Jeges-tenger fő medencéje található. A Pecsora folyó torkolatvidékén kialakult egy kis, pontosan el nem határolható melléktengere; gyakran a Fehér-tengert is a Barents-tenger melléktengerének tekintik. Fenekét, a jégkorszaki folyamatok nyomait őrző, változatos domborzatú Barents-selfet a Murmanszki-selfhát két részre osztja.
A Barents-tenger déli része jégmentes marad egész évben az Észak-atlanti-áramlatnak köszönhetően. Szeptember környékére általában teljesen jégmentessé válik a tenger.
A Barents-tengerben háromfajta víztömeg találkozik:
- meleg, sós víz az észak-atlanti áramlásból (hőmérséklete >3 °C, sótartalom >35‰)
- hideg, sarki eredetű víztömeg (hőmérséklete < 0 °C, sótartalma <35‰)
- meleg, alacsony sótartalmú parti vizek (hőmérséklete >3 °C, sótartalom <34,7‰)

## Élővilága

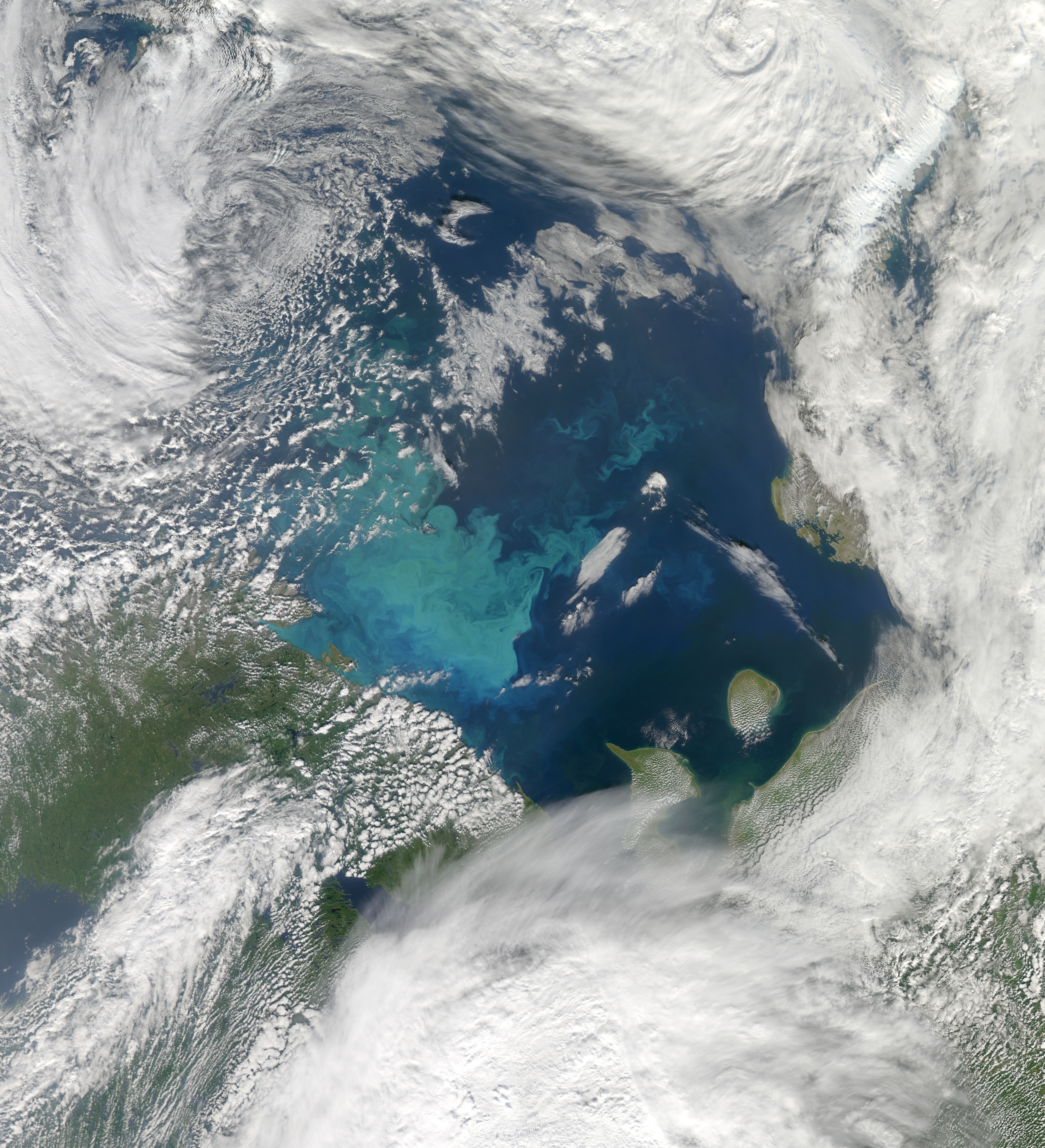
Fitoplankton-virágzás a Barents-tengeren

Az Észak-atlanti áramlat miatt ebben a tengerben több az élőlény, mint a többi, hasonló szélességen található tengerben.
A fitoplankton tavaszi virágzása hamar megkezdődik a jéghatár mentén, mert a tenger felszínén az olvadó jégből kialakuló friss vízrétegben kiváló körülményeket találnak. A fitoplanktonokat megeszik a zooplanktonok, és a krillek, ezeket pedig az atlanti tőkehal, sarki tőkehal, bálnák, csuklyás halak fogyasztják. A csuklyás hal sok ragadozó faj, például az atlanti tőkehal, a fóka és a tengeri madarak legfontosabb tápláléka.

## Gazdaságföldrajza
A Barents-tenger halászata nagyon fontos Oroszországnak és Norvégiának egyaránt; főként az atlanti tőkehalat halásszák.
Legfontosabb kikötője az orosz Murmanszk, ugyancsak fagymentes a norvég Vardø. A téli háborúig Finnországnak is volt kikötője Petsamonál.
Oroszország a kiselejtezett haditengerészeti nukleáris reaktorok és hulladékok lerakóhelyévé tette a Barents-tengert a hidegháború alatt, és ez veszélyeztetheti az ottani élővilágot.